# Weidenkarmin
Das Weidenkarmin (Catocala electa) ist ein Schmetterling (Nachtfalter) aus der Familie der Eulenfalter (Erebidae).

## Merkmale
Die Falter erreichen eine Flügelspannweite von 70 bis 76 Millimeter. Die Oberseite der Vorderflügel ist grau mit einem leichten bräunlichen Wisch und einer Überstäubung von einzelnen dunkelbraunen Schuppen. Die Zeichnung besteht aus einer schräg verlaufenden, schwarzgerandeten inneren Querlinie, die am Dorsum stark zurückbiegt, und einer stark gezackten, unregelmäßigen äußeren Querlinie. Diese ist durch zwei kräftige Zähne charakterisiert, die von der Disk entspringen. Die Nierenmakel ist bemerkenswert klein, braun gefärbt und schwarz umrandet. Sie ist mit dem Vorderrand durch zwei divergierende Linien verbunden. Die dunklen interneuralen Saumflecke sind distal durch helle Flecke begrenzt. Die Hinterflügel sind rot gefärbt mit einer breiten, schwarzen und deutlich abgeknickten medianen Binde, die jedoch nicht bis zum Hinterrand der Flügel reicht, sowie einer sehr breiten schwarzen Binde im Saumfeld. Letztere kontrastiert stark mit den weißen Fransen. Die Unterseite der Vorderflügel ist weiß mit drei grauschwarzen Binden im Bereich der inneren Querlinie, der äußeren Querlinie und im Bereich des Saumfeldes. Die Fransen sind weiß. Die Unterseite der Hinterflügel ist weiß mit einem leicht rötlichen dorsalen Bereich. Die mittlere Querlinie verläuft in unregelmäßiger Dicke, die äußere Binde ist fast regelmäßig. Die Fransen sind wiederum weiß. Farbe und Zeichnung der Flügel sind jedoch etwas variabel und führen zu einigen Aberrationen. Die ab. nigra besitzt schwarzbraune Vorderflügel, die ab. lugdunensis hat gelb gefärbte Hinterflügel und die ab. excellens komplett dunkle Hinterflügel. Die schwarzen Binden heben sich nur durch ein noch intensiveres Schwarz von der Grundfarbe ab; die rote Farbe wurde durch ein Schwarz ersetzt.
Das Ei ist graugrün mit zwei roten Binden; die obere Binde reicht noch in die Mikropylzone hinein. Es ist unten abgeflacht und halbkugelig. Die Oberfläche ist von 40 kräftigen Längsrippen bedeckt, von denen etwa 20 die Mikropylzone erreichen.
Die Raupen werden 55 bis 65 mm lang. Sie sind dunkelgelb oder auch grau; sie sind mit feinen, schwarzen Punkten und mit gelben Punktwarzen bedeckt. Auf dem 8. Segment sitzt eine linsenförmige, gelbgefärbte, an der Basis schwarz gerandete Erhebung, auf dem 11. Segment zwei zugespitzte Fortsätze. Der Kopf ist hellbraun mit dunkleren Markierungen, vorne rötlichbraun.
Die Puppe hat einen schlanken Habitus. Der Kremaster ist stumpf, wirkt etwas runzlig und ist mit gekrümmten Hakenborsten besetzt. Sie ist typischerweise blau bereift.

### Ähnliche Arten
- Pappelkarmin (Catocala elocata) (Esper, 1787)
- Rotes Ordensband (Catocala nupta) (Linnaeus, 1767)
- Bruchweidenkarmin (Catocala pacta) (Linnaeus, 1758)
- Kleines Eichenkarmin (Catocala promissa) (Dennis & Schiffermüller, 1775)
- Großes Eichenkarmin (Catocala sponsa) (Linnaeus, 1767)

## Geographische Verbreitung und Lebensraum
Das Verbreitungsgebiet erstreckt sich von Süd-, Mittel- und Osteuropa, Westsibirien bis zum Russischen Fernen Osten, Korea, Nordchina und Japan. Sie fehlt in vielen Regionen im äußersten Süden Europas und auf den Mittelmeerinseln. Sie fehlt auch in Nordrussland, Skandinavien und wahrscheinlich auch auf den Britischen Inseln (abgesehen von seltenen Einwanderern). Die Falter wandern; deshalb werden Falter immer wieder auch in Gebieten angetroffen (z. B. Skandinavien) angetroffen, in denen sie nicht bodenständig sind. Die Arealgrenzen sind daher oft nur schwer zu bestimmen. In den Alpen findet man die Art bis in 1400 Meter Höhe. Die Häufigkeit fällt in den einzelnen Gebieten sehr unterschiedlich aus.
Die Art lebt bevorzugt an Auen, Flussniederungen, Ufern fließender Gewässer mit einer dichten Vegetation und feuchten Gärten und Parkanlagen, wo Weiden wachsen. Folglich findet man den Weidenkarmin an feuchteren Stellen als das Rote Ordensband.

## Lebensweise
Das Weidenkarmin ist univoltin, d. h., er bildet nur eine Generation im Jahr. Die Falter fliegen von Mitte Juli bis Ende September. Die Flugzeit ist im Gebirge aber kürzer als in den tieferen und wärmeren Gegenden. Die Falter sind nachtaktiv, kommen an den Köder, aber eher selten an künstliche Lichtquellen. Die Raupen sind im Mai und Juni zu finden. Die Raupen fressen vor allem die Blätter von schmalblättrigen Weiden, wie Kopfweiden, Purpur-Weide (Salix purpurea) und Bruch-Weide (Salix fragilis), und untergeordnet auch die Blätter von Pappeln (Populus). Die Bewegungen der jungen Raupen sind eher als spannerartig zu beschreiben.
Die Überwinterung erfolgt im Eistadium.

## Gefährdung und Schutz
Das Weidenkarmin gilt in Deutschland als gefährdet. Allerdings ist bzw. war die Art wahrscheinlich nur in einigen wenigen Bundesländern (Bayern, Baden-Württemberg, Brandenburg, Rheinland-Pfalz und Sachsen) überhaupt bodenständig. In Brandenburg gilt die Art als ausgestorben.

## Taxonomie
Goater et al. (2003) anerkennen zwei Unterarten:
- Catocala electa electa, die Nominatunterart, in der westlichen Paläarktis
- Catocala electa zalmunna Butler, 1877, Ferner Osten (Russischer Ferner Osten, Nordchina, Korea, Japan)